# Eurocopter EC 120 Colibri

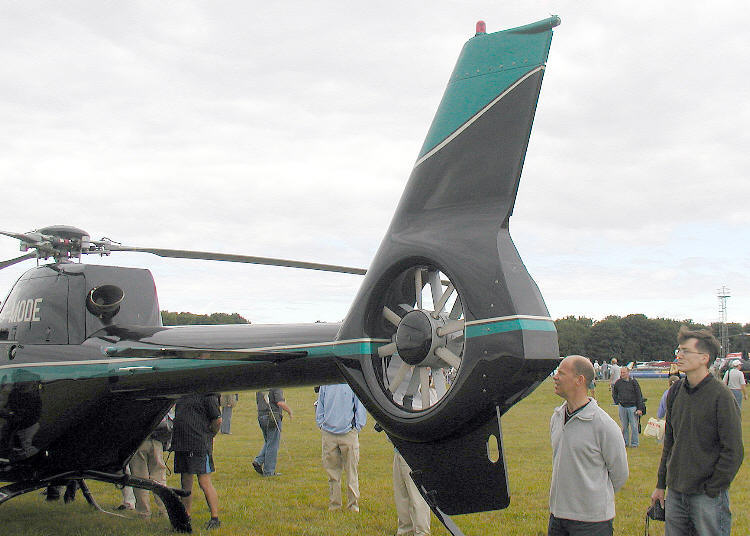
Il Fenestron del Colibri.

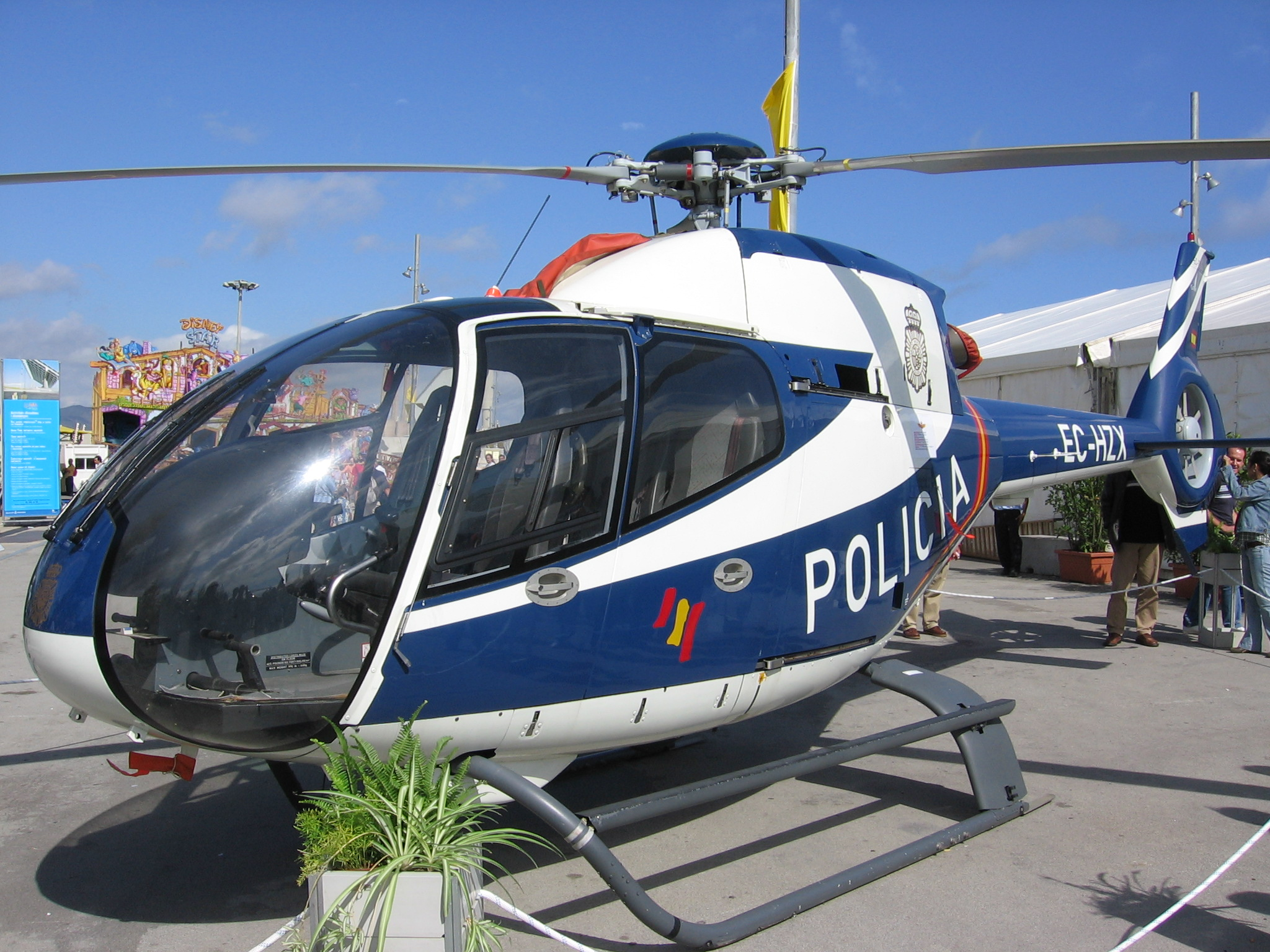
Un Colbrì in uso nel Cuerpo Nacional de Policía, la polizia di stato spagnola.

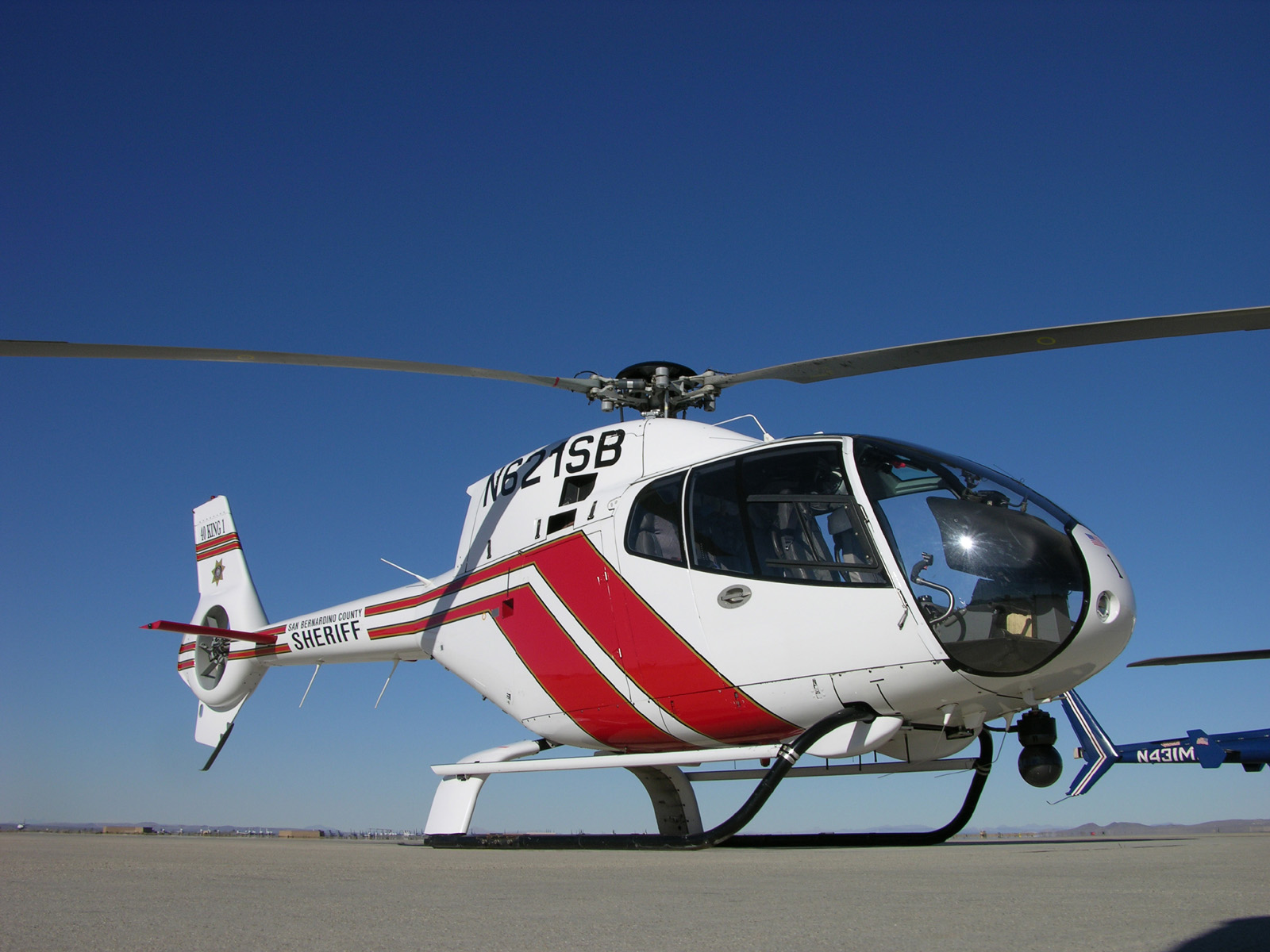
Il Colibrì in uso allo sceriffo della Contea di San Bernardino, California (USA).

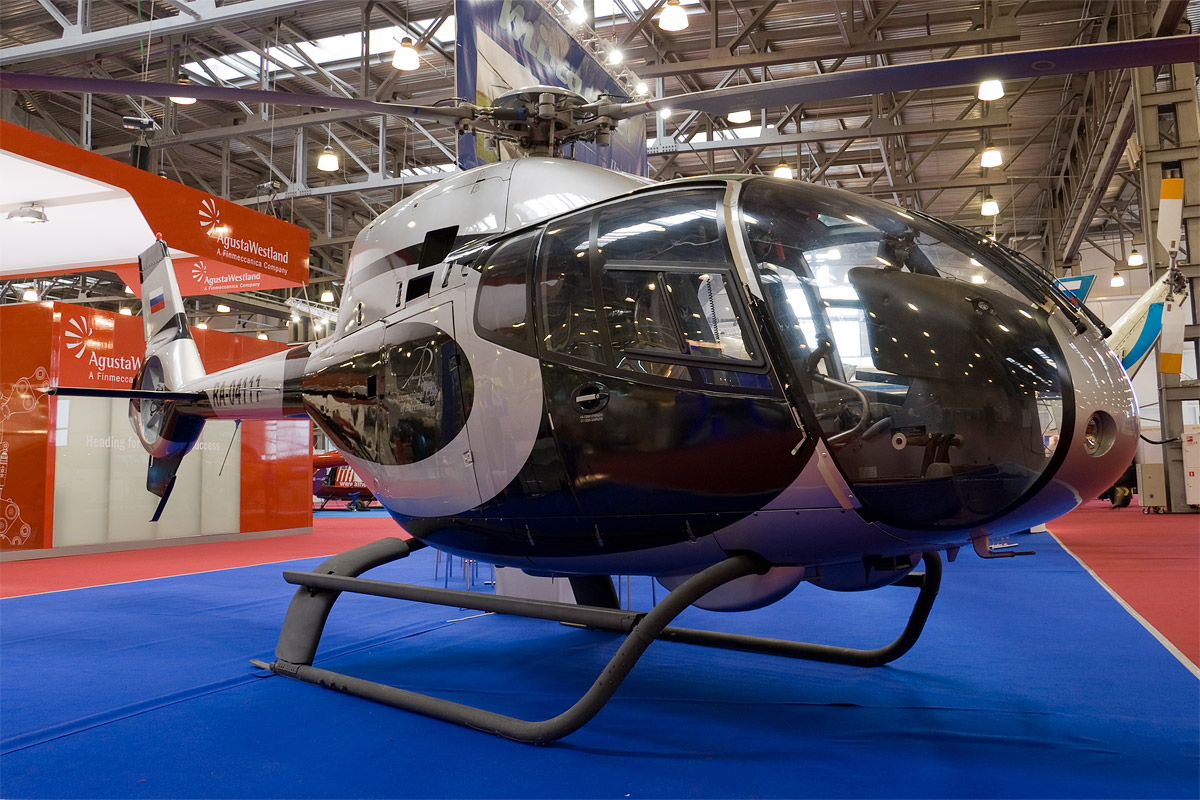
Un Colibrì in esposizione.

L'Eurocopter EC 120 Colibri, in italiano colibrì, è un elicottero leggero monoturbina da turismo, a cinque posti e con rotore tripala, utilizzato anche come addestratore.
Progettato congiuntamente dal gruppo aziendale francese Eurocopter, China National Aero-Technology Import & Export Corporation (CATIC), Harbin Aviation Industries (Group) Ltd (HAI) e Singapore Technologies Aerospace Ltd (STAero), l'EC 120 venne sviluppato presso gli stabilimenti di Marignane ed attualmente è prodotto, oltre che in Francia, negli stabilimenti australiani della Eurocopter.
Il Colibrì viene inoltre prodotto su licenza con la denominazione HC 120 dall'azienda cinese Harbin Aircraft Industry Group.

## Tecnica
L'EC 120 Colibrì è un elicottero leggero dotato di un rotore Spheriflex a tre pale semirigide e di un sistema antirotazione Fenestron in luogo del tradizionale rotore di coda controrotante. La struttura realizzata in lega leggera e materiale composito è caratterizzata da una cabina di pilotaggio a due posti affiancati anteriori a doppi controlli più tre posteriori su due file e dotata di un'ampia finestratura in plexiglas. Posteriormente invece la trave di coda è realizzata in honeycomb mentre gli stabilizzatori orizzontali e la struttura del fenestron sono realizzati interamente in fibra di carbonio. La versione prevede un paio di pattini di atterraggio in struttura tubolare. Tra i numerosi accessori di serie sono presenti filtri antisabbia per il motore, sistema di protezione anti cavo, condizionatore d'aria. Tra quelli opzionali sono presenti un dispositivo di galleggiamento d'emergenza da applicare sulla struttura tubolare del carrello, specchietti retrovisori, gancio baricentrico ed un faro di illuminazione ventrale per le operazioni di atterraggio notturno.

## Impiego operativo
Le caratteristiche possedute dal Colibrì ne fanno, oltre che un mezzo privato da turismo, un eccellente candidato per l'utilizzo come pattugliatore urbano per le forze di polizia, come elisoccorso e come addestratore sia in ambito civile che militare.

## Versioni
- P 120 : designazione originale assegnata al progetto durante lo sviluppo
- EC 120 Colibrì : designazione standard di produzione in serie
- HC 120 : versione da addestramento prodotta su licenza dalla Harbin Aviation Industries (Group) Ltd (HAI)

## Utilizzatori

### Civili
Francia
- HeliDax

40 H120 consegnati ed utilizzati a partire dal 2008 per addestrare i piloti dell'Aviation légère de l'armée de terre e dell'Armée de l'Air et de l'Espace francese.
 Seychelles
- Zil Air

5 H120 in servizio a dicembre 2019.

### Governativi
Canada
- York Regional Police
- 2 esemplari in servizio nel Calgary Police Service
- un esemplare in servizio nel Edmonton Police Service
- RCMP "E" Division

 Germania
- Bundespolizei

8 H120 consegnati.
 India
- APOORVA Aviation

2 esemplari in servizio nel per l'addestramento dei piloti elicotteristi.
 Indonesia
- in uso nel locale corpo di polizia

 Lituania
- Valstybės sienos apsaugos tarnyba

2 EC 120B in servizio ed usati nei ruoli di sorveglianza aerea e pattugliamento marittimo di costa.
 Messico
- Federal Preventive Police

5 esemplari in servizio.
 Spagna
- Policia Nacional

2 EC-120 in servizio dal 2001.
- DGT

7 esemplari impiegati nel DGT (autorità nazionale del traffico).
 Slovenia
- un esemplare in servizio nella FlyCom air surveillance company.

 Stati Uniti
- un esemplare in servizio nel Albuquerque Police Department, che provvede anche al sostegno aereo di prevenzione ad Albuquerque, Nuovo Messico.
- un esemplare in servizio nel Austin Police Department.
- 2 esemplare in servizio nel Fresno Police Department.
- un esemplari in servizio nel Hillsborough County Sheriff's Office.
- 3 esemplari in servizio nel Manatee County Sheriff's Office, che provvedono anche al sostegno aereo di prevenzione nella contea di Manatee, Florida.
- 3 esemplari in servizio nel Newport Beach Police Department, Newport Beach, California.
- 3 esemplari in servizio nel Sacramento County Sheriff's Department usato nel loro Air Support Bureau nelle operazioni di polizia a Sacramento, California.[12]
- un esemplare in servizio nel San José Police Department.
- 15 esemplari in servizio nel U.S. Customs and Border Protection, usati per la sorveglianza a bassa quota nella zona di confine del territorio statunitense. La fornituram iniziata nel 2006 è in attuale fase di completamento con altri 5 esemplari in fase di consegna.[13]

### Militari
Cina
- Corpo aereo dell'Esercito Popolare di Liberazione

 Rep. Dominicana
- Fuerza Aérea Dominicana

1 EC 120 consegnato ed in servizio all'ottobre 2019.
 Gabon
- Armée de l'air gabonaise

2 H120 consegnati e tutti in servizio al maggio 2020.
 Indonesia
- Tentara Nasional Indonesia Angkatan Udara

15 EC 120B consegnati nel 2001-2003.
- Tentara Nasional Indonesia Angkatan Laut

2 EC 120 in servizio al dicembre 2021.
 Malaysia
- Tentera Udara Diraja Malaysia

5 H120 da addestramento consegnati a partire da dicembre 2015.
 Singapore
- Republic of Singapore Air Force
  - 124 Sqn

5 EC 120B ordinati a novembre 2005 e consegnati a partire dal 2006.
 Spagna
- Ejército del Aire

15 EC 120B utilizzati per l'addestramento ricevuti nel 2000-2001 e tutti in servizio all'aprile 2020.